# Cospirazione della sorpresa d'ottobre
Nel gergo politico statunitense sorpresa d'ottobre indica il verificarsi di un evento di grande portata mediatica che sarebbe stato pianificato a ridosso della scadenza elettorale delle presidenziali USA, per favorire all'ultimo momento uno dei contendenti. Poiché le elezioni presidenziali si verificano nei primi giorni di novembre, tutto ciò che accade nel mese precedente è considerato determinante, soprattutto per recuperare voti tra chi è indeciso  o vorrebbe astenersi. Il termine, in inglese "October surprise", fu coniato da William Casey responsabile della campagna elettorale di Ronald Reagan del 1980.

## Nel 1980
La più famosa teoria – sviluppatasi intorno all'imminenza delle elezioni presidenziali statunitensi – attiene ad un presunto complotto con cui i rappresentanti del Presidente degli USA Ronald Reagan, d'accordo con la Repubblica islamica dell'Iran, ritardarono il rilascio dei 52 ostaggi americani prigionieri nell'ambasciata USA di Teheran finché non si fossero celebrate le elezioni presidenziali statunitensi del 1980. In cambio della collaborazione dei rapitori, gli Stati Uniti avrebbero fornito armi all'Iran e scongelato alcuni loro depositi finanziari, fino ad allora bloccati dal governo USA.
L'allora Presidente democratico Jimmy Carter era alle prese con la crisi degli ostaggi e l'ostile regime dell'Ayatollah Khomeini da circa un anno. La tesi accusatoria sostiene che alcuni esponenti repubblicani con entrature nella CIA – tra i quali George H. W. Bush – si sarebbero adoperati per impedire il rilascio degli ostaggi a ottobre, evitando un colpo a sorpresa da parte dell'amministrazione Carter a pochi giorni dalle elezioni. Gli ostaggi furono liberati il giorno dell'insediamento di Reagan, venti minuti dopo il suo discorso inaugurale.
Dopo 12 anni di inchieste giornalistiche e due indagini parlamentari svolte separatamente da entrambe le camere del Congresso, le prove dell'esistenza del complotto sono fin qui risultate insufficienti. Tuttavia alcune importanti personalità, come l'ex presidente iraniano Abolhassan Banisadr e l'ex collaboratore di Reagan e Bush nella campagna elettorale del 1980 Barbara Honegger, continuano a ribadire le proprie accuse.

## Nel 2016
Nel corso della campagna elettorale del 2016, il direttore del FBI Comey annunciò il 26 ottobre 2016 la riapertura delle indagini sulla tenuta della corrispondenza digitale di Hillary Clinton durante il suo precedente mandato di Segretario di Stato; nonostante la successiva decisione di non procedere ad un'incriminazione, annunciata appena due giorni prima delle elezioni di novembre, la candidata presidenziale sconfitta ha addebitato all'annuncio di ottobre una delle cagioni della sua sconfitta.
Le affermazioni di Hillary Clinton davano seguito a valutazioni già apparse sulla stampa, anche in riferimento alle altre rivelazioni che contro di lei erano state divulgate già agli inizi di ottobre.